# 毛呂山町
毛呂山町（もろやままち）は、埼玉県の西部に位置し、入間郡に属する町。
人口は2022年6月1日現在、32,799人。

## 概略
西部は自然が残る外秩父山地、北東には岩殿丘陵がかすめ、東部は水田が広がる低地、中央部をJR八高線と東武越生線が走り、沿線を中心に宅地化が進んでいる。果樹園が多く、特にユズの産地として知られている。

## 地理
東京都心から50km圏内の埼玉県南西部に位置し、東西約9km、南北約7.5kmで、中央部がくびれた形をしている。
秩父山地と関東平野が接する八王子構造線にまたがり、西部の緩やかな山地は標高約300 - 400mで、外秩父山地の東縁部にあたり、秩父古生層が広く分布している。一部が県立黒山自然公園に指定されており、農業用灌漑貯水池である鎌北湖はその中心となる湖である。この湖から飯能市の天覧山まで奥武蔵自然歩道が伸び、ユズをはじめとする果樹園や畑が多く自然環境に恵まれていることから、観光客がハイキングなどに訪れている。
南部の丘陵地帯には武者小路実篤が理想社会を目指して創設した「新しき村」があり、1939年に宮崎県から移住して以来、現在も農業を基盤とした共同生活を続けている。
中央部から東部にかけては越辺川（おっぺがわ）と高麗川に挟まれた標高約60m前後の平地で、表面は関東ローム層に覆われている。
町内を走る東武越生線は坂戸駅で東武東上線に接続し、沿線は東京都内の通勤圏に入ることから町内には住宅団地が多い。武州長瀬駅近辺に1959年（昭和34年）に武蔵野霊園が開園したのと合わせて日生団地と長瀬団地といった郊外住宅団地が造成されたのがはじまりで、両団地の成功と都市化はさらなる住宅団地造成と、他デベロッパーによる同駅周辺の住宅団地の造成を呼び込み、かつては森林で占められていた武州長瀬駅近辺は町の全世帯数の35%（1972年当時）を占める町内の一大住宅団地エリアを形成するに至った。近年においても、1997年（平成9年）からガーデンシティ目白台の開発が行われている。
主な地目別構成比は、山林40.2%、畑14.0%、その他13.8%、宅地13.5%、雑種地12.8%、田4.7%、原野0.9%、池沼0.1%となっており、宅地やその他の地目が増加し、森林や農用地等の減少が進んでいる。また、首都圏からのアクセスも良く地形が適当であったことからゴルフ場も多く開発されている。

## 歴史
縄文中期頃にはすでに人々が生活をしていた痕跡があり、これまでに約120ヶ所の遺跡が確認されている。鎌倉時代には鎌倉街道上道が整備された。
- 1871年12月25日（明治4年11月14日） - 廃藩置県による第1次府県統合が行われ、現在の町域は入間県の管轄となる。
- 1873年（明治6年）6月 - 入間県と群馬県が統合され、熊谷県の管轄となる。
- 1875年（明治8年） - 入間郡堀込村・馬場村・平山村が合併して岩井村となり、現在の町域に川角村・西戸村・市場村・箕和田村・西大久保村・大類村・苦林村・下川原村・毛呂本郷・長瀬村・小田谷村・前久保村・岩井村・滝野入村・権現堂村・阿諏訪村・大谷木村・宿谷村・葛貫村の19村が成立する。
- 1876年（明治9年）8月 - 熊谷県が廃止され、埼玉県の管轄になる。
- 1889年（明治22年）4月1日 - 町村制施行により、川角村・西戸村・市場村・箕和田村・西大久保村・大類村・苦林村・下川原村が合併し、現在の町域の東部が川角村となる。毛呂本郷・長瀬村・小田谷村・前久保村・岩井村が合併し、現在の町域の中部が毛呂村となる。滝野入村・権現堂村・阿諏訪村・大谷木村・宿谷村・葛貫村が合併し、現在の町域の西部が滝野入村となる。
- 1891年（明治24年）8月20日 - 滝野入村が名称を変更し、山根村となる。
- 1939年（昭和14年）4月1日 - 毛呂村と山根村が合併し、毛呂山町となる。
- 1955年（昭和30年）4月1日 - 川角村と合併し、毛呂山町となる。
- 1957年（昭和32年）8月1日 - 入間郡坂戸町の一部を編入する。
- 1962年（昭和37年） - 武州長瀬駅周辺に団地開発がはじまる。
- 1968年（昭和43年） - 毛呂山町公民館を建設する。
- 1978年（昭和53年） - 埼玉県立毛呂山高等学校が開校する。
- 1986年（昭和61年）4月1日 - 防災行政無線運用開始。
- 1987年（昭和62年） - 新図書館が開館する。
- 1989年（平成元年） - スポーツ健康都市を宣言する。
- 1990年（平成2年） - 毛呂山町民憲章を制定する。
- 1993年（平成5年） - 歴史民俗資料館が開館する。
- 1999年（平成11年） - ゆずの里オートキャンプ場がオープンする。
- 2004年（平成16年） - 町界町名地番整理事業が開始される。
- 2008年（平成20年） - 埼玉県立毛呂山高等学校が廃校となる。

## 人口
| |                                          |  |
| 毛呂山町と全国の年齢別人口分布（2005年） | 毛呂山町の年齢・男女別人口分布（2005年） |  |
| ■紫色 ― 毛呂山町 ■緑色 ― 日本全国 | ■青色 ― 男性 ■赤色 ― 女性                |  |
| 毛呂山町（に相当する地域）の人口の推移 \| 1970年（昭和45年） \| 20,006人 \| \| \| 1975年（昭和50年） \| 25,807人 \| \| \| 1980年（昭和55年） \| 31,197人 \| \| \| 1985年（昭和60年） \| 34,467人 \| \| \| 1990年（平成2年） \| 38,746人 \| \| \| 1995年（平成7年） \| 39,808人 \| \| \| 2000年（平成12年） \| 39,711人 \| \| \| 2005年（平成17年） \| 39,122人 \| \| \| 2010年（平成22年） \| 39,052人 \| \| \| 2015年（平成27年） \| 37,275人 \| \| \| 2020年（令和2年） \| 35,366人 \| \| |                                          |  |
| 総務省統計局 国勢調査より |                                          |  |
| 1970年（昭和45年） | 20,006人                                 |  |
| 1975年（昭和50年） | 25,807人                                 |  |
| 1980年（昭和55年） | 31,197人                                 |  |
| 1985年（昭和60年） | 34,467人                                 |  |
| 1990年（平成2年） | 38,746人                                 |  |
| 1995年（平成7年） | 39,808人                                 |  |
| 2000年（平成12年） | 39,711人                                 |  |
| 2005年（平成17年） | 39,122人                                 |  |
| 2010年（平成22年） | 39,052人                                 |  |
| 2015年（平成27年） | 37,275人                                 |  |
| 2020年（令和2年） | 35,366人                                 |  |

20歳代前半人口が突出しているのは、町内の医科大学と医療系専門学校、および近接する坂戸市内の大学へ通学する学生が転入しているためと推定される。

## 行政
- 町長： 井上健次（2011年5月15日 - 、4期目任期は2027年5月14日まで）
- 副町長： 関本建二（2022年4月1日就任）

### 毛呂山町民憲章
1989年にスポーツ健康都市を宣言した毛呂山町が1990年3月22日、毛呂山町告示第11号として採択した憲章である。本則は、概ね道徳を重んじ地域の発展に寄与することを旨としている。この時の町長は、1967年以来6期目在職23年目を迎えた下田養平であり、1991年にこの6期目を最後に引退していることから、同町長による町政の精神的集大成と見ることもできる。

### 広域行政
一部事務組合
- 埼玉西部環境保全組合：鶴ヶ島市、鳩山町、越生町とともに、ごみ処理を行っている。
- 坂戸地区衛生組合：坂戸市、鶴ヶ島市、越生町、鳩山町とともに、し尿処理を行っている。
- 毛呂山・越生・鳩山公共下水道組合：越生町、鳩山町とともに、公共下水道事業を行なっている。
- 広域静苑組合：越生町、鶴ヶ島市、鳩山町、坂戸市とともに、越生斎場（火葬場）の運営を行なっている。
- 西入間広域消防組合：鳩山町、越生町とともに、消防・救急、火薬類取締法・液化石油ガス法・高圧ガス保安法に基づく事務を行なっている。

協議会
- 埼玉県川越都市圏まちづくり協議会（通称「レインボー協議会」）：川越市、坂戸市、鶴ヶ島市、入間郡毛呂山町・越生町、比企郡川島町の3市3町で構成され、各市町がそれぞれ進めている地域特性を生かしたまちづくりを広域的視点から互いに連携・協力しながらひとつの都市圏として発展していくことを目指している。例として図書館などの公共施設の相互利用、広報紙の相互掲載、参加市町の観光スポットを紹介した「広域観光ガイド」の発行等を行っている。かつて日高市が所属していたが、令和元年（2019年）度をもって退会した。ただし公共施設の相互利用については継続している。

## 議会

### 町議会
- 定数：14人
- 議長：佐藤秀樹（2017年5月31日就任[2]）
- 副議長：岡野 勉（2017年5月31日就任[2]）

### 衆議院
- 選挙区：埼玉9区（飯能市、狭山市、入間市、日高市、入間郡（毛呂山町、越生町））
- 任期：2021年10月31日 - 2025年10月30日
- 当日有権者数：404,689人
- 投票率：55.44％

| 当落 | 候補者名 | 年齢 | 所属党派   | 新旧別 | 得票数    | 重複 |
| ---- | -------- | ---- | ---------- | ------ | --------- | ---- |
| 当   | 大塚拓   | 48   | 自由民主党 | 前     | 117,002票 | ○    |
|      | 杉村慎治 | 45   | 立憲民主党 | 新     | 80,756票  | ○    |
|      | 神田三春 | 67   | 日本共産党 | 新     | 21,464票  |      |

## 経済

### 農業
自然環境を生かした農業を展開し、ユズやリンゴのもぎ取り園などの観光農業が盛ん。ユズは昭和初期から栽培され、日本で最も古い産地といわれている。生産地である桂木地区から「桂木ゆず」の銘柄で全国的に有名。また鶏卵の生産額は県内第2位となっている。庭先や直売所で地元の消費者や観光客に果樹や野菜、農産加工品などを販売している。1990年代以降は農業従事者の高齢化、労働力の流出や兼業化、耕作地の減少など厳しい状況に置かれつつある。

### 商業
武州長瀬駅を中心とする商店街がシャッター通りと化したため、購買力は町外へ流出する傾向にあったが、1990年代後半から中心部に大型店が進出したことで、町内での購買力が回復している。

### 金融機関
- 埼玉りそな銀行 越生毛呂山支店
- 東和銀行 長瀬支店
- 埼玉縣信用金庫 毛呂山支店、長瀬支店
- 飯能信用金庫 毛呂山支店
- JAいるま野農業協同組合 毛呂山支店

## 地域

### 健康
- 平均年齢：50.1歳（男=49.1歳、女=51.1歳）[3]

### 教育

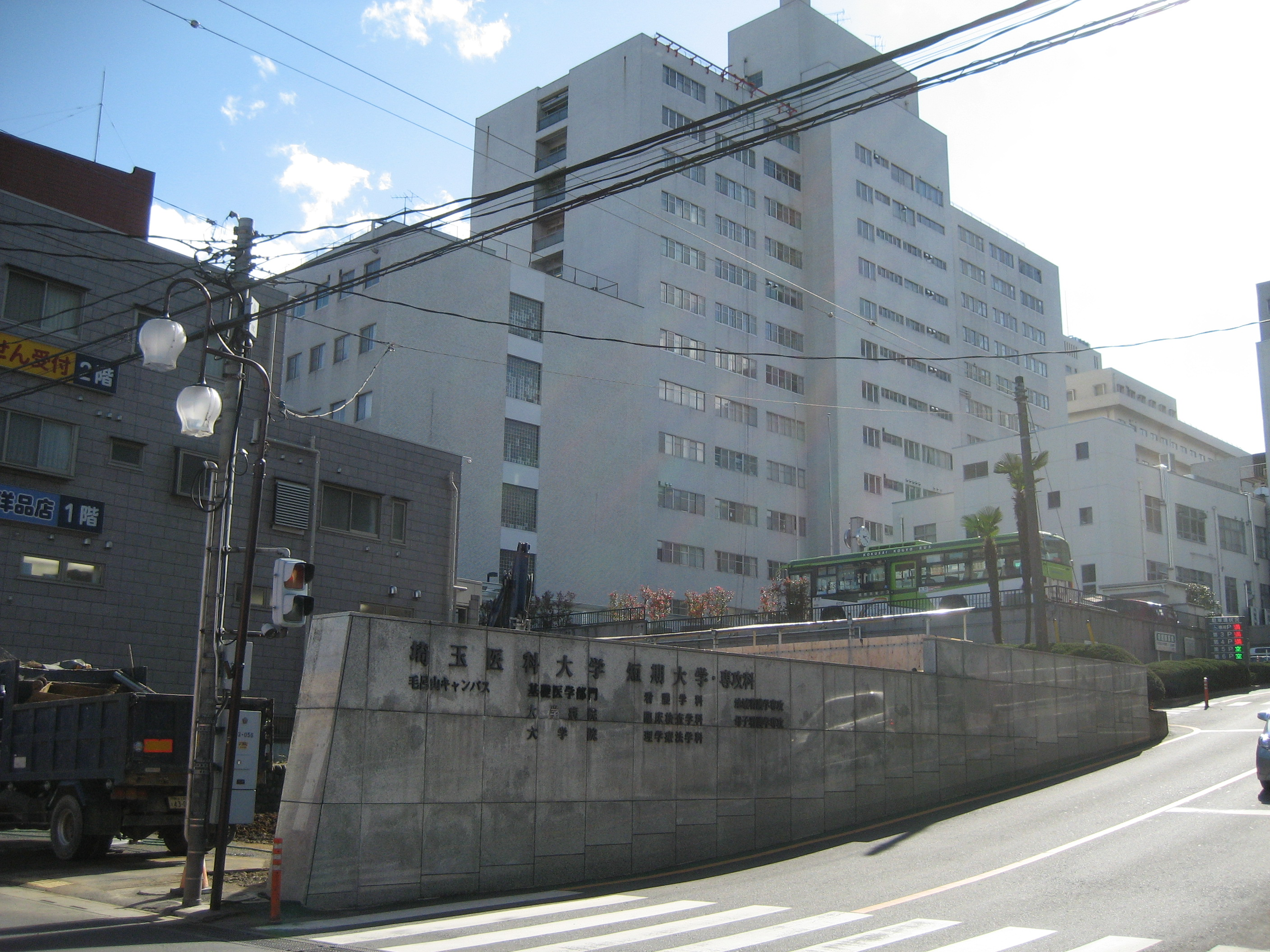
埼玉医科大学

小学校
- 毛呂山町立泉野小学校
- 毛呂山町立川角小学校
- 毛呂山町立光山小学校
- 毛呂山町立毛呂山小学校

中学校
- 毛呂山町立川角中学校
- 毛呂山町立毛呂山中学校
- 埼玉平成中学校

高等学校
- 埼玉平成高等学校

特別支援学校
- 埼玉県立毛呂山特別支援学校

大学
- 埼玉医科大学
- 日本医療科学大学
- 埼玉医科大学短期大学

### 公共施設
国の施設
- 航空自衛隊　川角送信所

町の施設
- 中央公民館
- 東公民館
- 福祉会館（ウィズもろやま）
- 毛呂山町立図書館
- 老人福祉センター山根荘
- 歴史民俗資料館
- 保健センター
- 教育センター
- 児童館
- 学校給食センター
- 総合公園体育館
- 大類グラウンド
- 毛呂山町デイサービスセンター

### 警察
- 西入間警察署（坂戸市）管轄
  - 長瀬駅前交番
  - 川角駐在所

### 消防
- 西入間広域消防組合
  - 消防本部・消防署
- 西入間広域消防組合消防団
  - 毛呂山消防団

### 電話番号
市外局番は町内全域が「049」。市内局番が「2XX」の地域との通話は市内通話料金で利用可能（川越MA）。収容局は毛呂山2局のみ。

### 郵政
郵便番号は町内全域が「350-04xx」（越生郵便局が集配を担当）である。
- 毛呂山郵便局
- 毛呂山長瀬郵便局
- 埼玉医科大学内簡易郵便局

### 住宅団地
- 日生団地
- 長瀬第一団地
- 長瀬第二団地
- 長瀬第三団地
- 長瀬第四団地
- 角木団地
- 東原団地
- 岡本団地
- ガーデンシティ目白台
- 日化団地

## 交通

### 鉄道

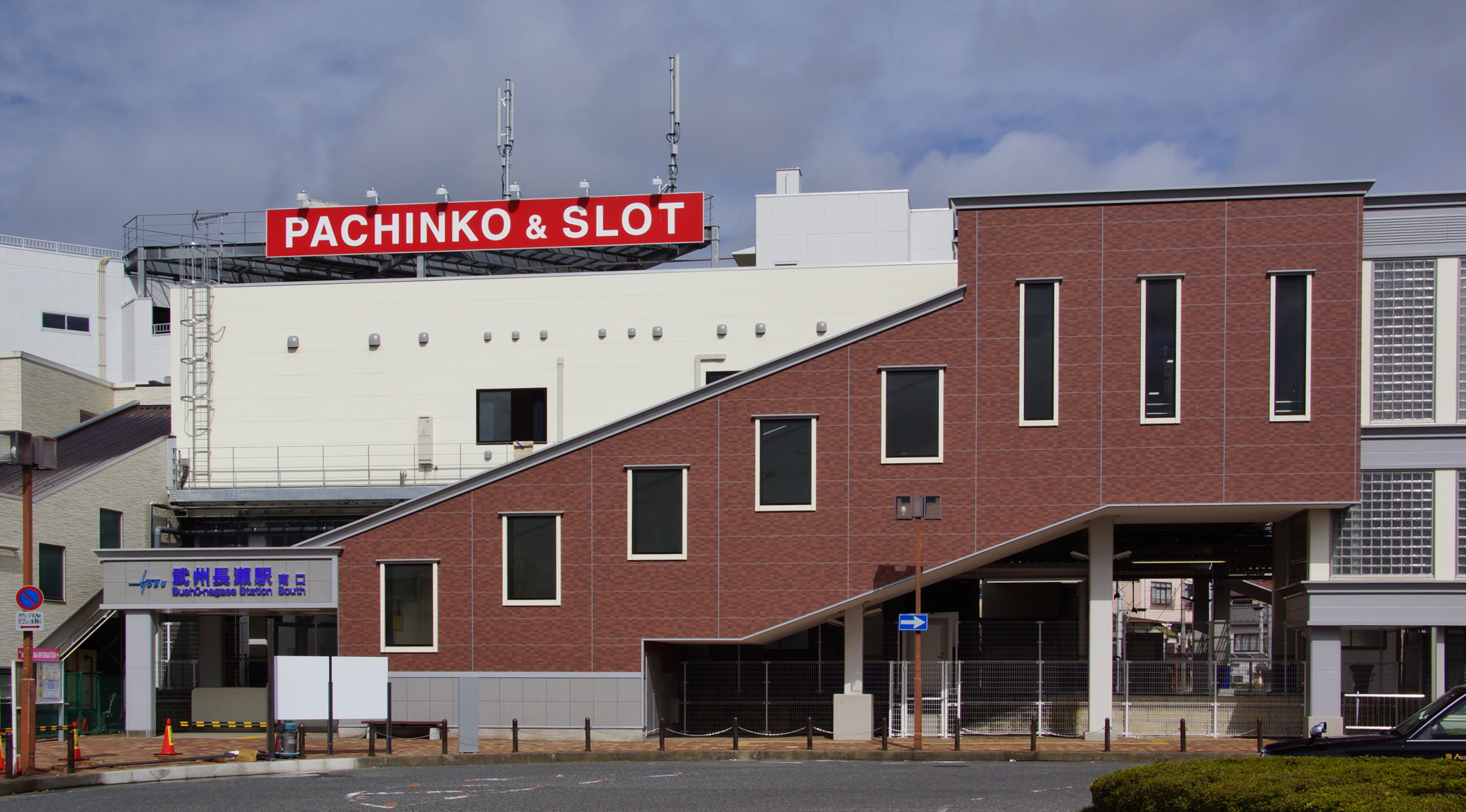
武州長瀬駅

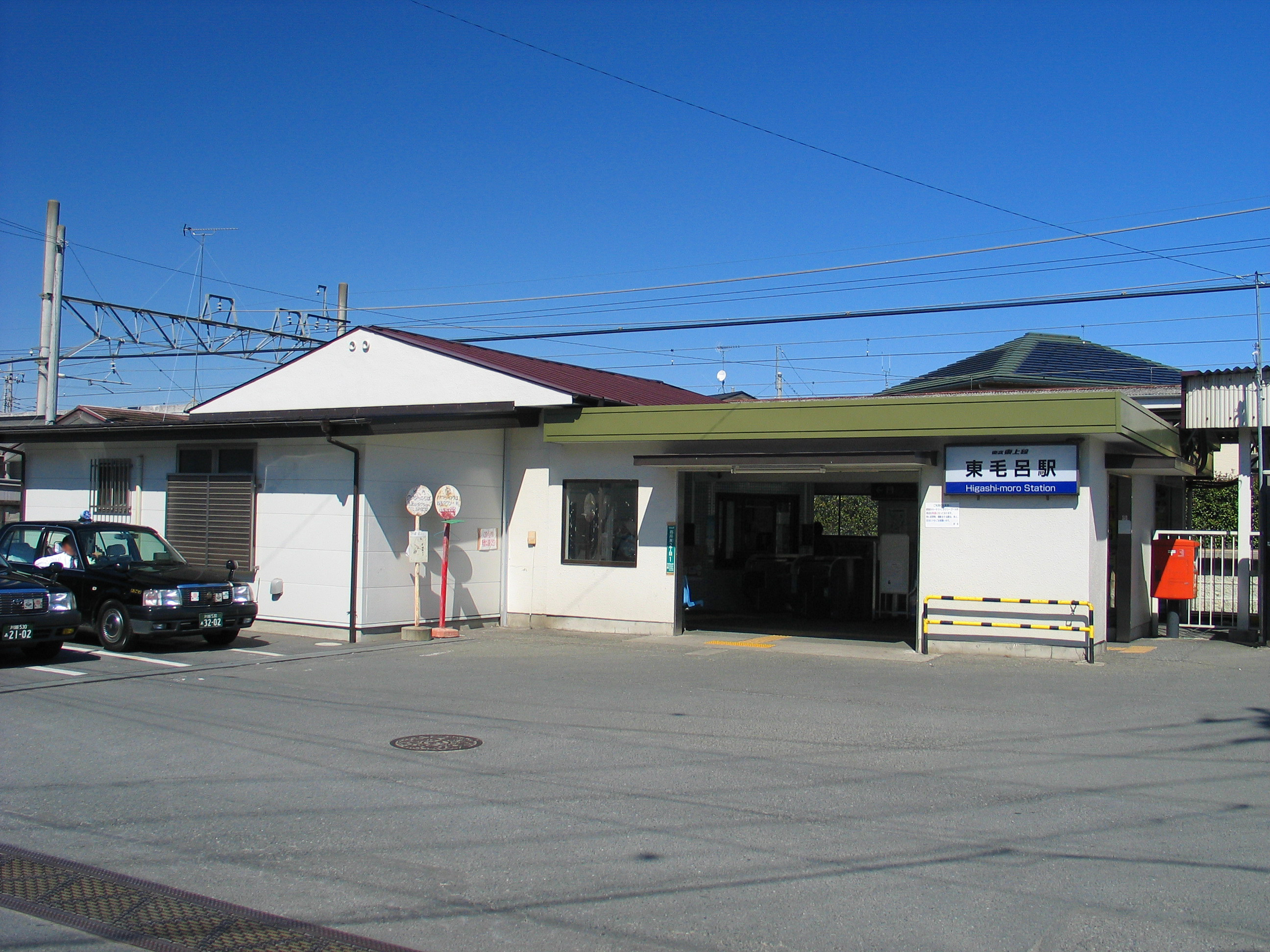
東毛呂駅

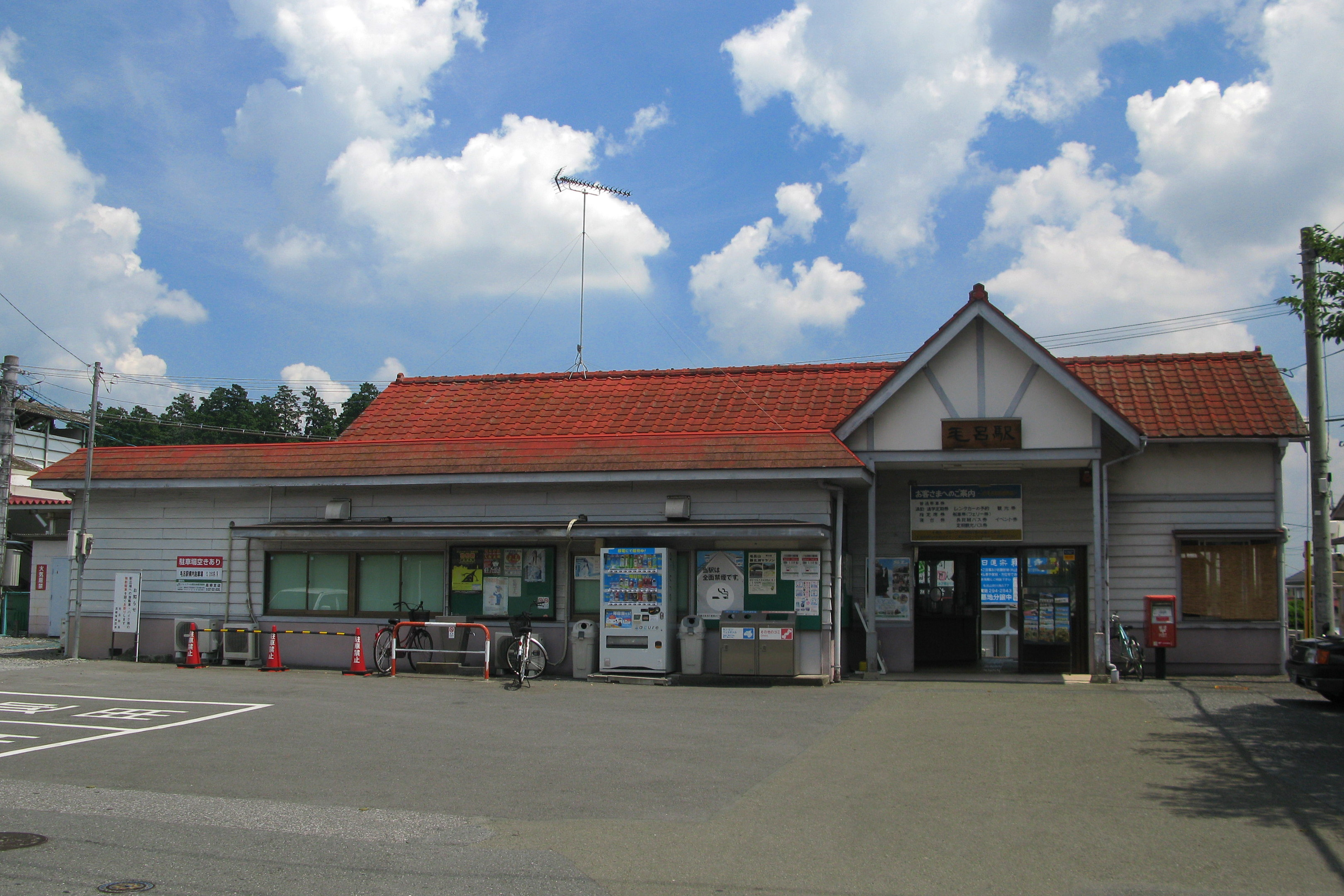
毛呂駅

町への主要アクセスは東武越生線であり、越生線は坂戸駅において東武東上本線と接続しており、池袋駅までは約1時間程度である。
- 東武鉄道
  - 越生線
    - 川角駅 - 武州長瀬駅 - 東毛呂駅
- 東日本旅客鉄道（JR東日本）
  - 八高線
    - 毛呂駅

### 路線バス
- 川越観光自動車（川越観光バス）
  - 東毛呂駅 - 埼玉医大 - 埼玉医大保健医療学部（日高市）
  - 坂戸駅（坂戸市） - 苦林 - 大橋（鳩山町）　※町内のバス停は「苦林」のみ
- 国際興業（国際興業バス）
  - 飯能駅（飯能市） - 高麗川駅（日高市） - 埼玉医大保健医療学部（日高市） - 埼玉医大

かつては、坂戸駅～越生梅林（東武バス）、東毛呂駅～鎌北湖（東武バス→川越観光バス）、東毛呂駅～ガーデンシティ目白台循環（東武バス→川越観光バス）のバス路線が存在したが廃止されている。

### コミュニティバス
- 毛呂山町町内循環バス（もろバス）
  - やぶさめ号
  - ゆず号
  - めじろ号

### タクシー
タクシーの営業区域は県南西部交通圏であり、富士見市・所沢市・飯能市・和光市・川越市・東松山市などと同じである。

### 道路

#### 県道
主要地方道
- 埼玉県道30号飯能寄居線
- 埼玉県道39号川越坂戸毛呂山線

一般県道
- 埼玉県道114号川越越生線
- 埼玉県道171号ときがわ坂戸線
- 埼玉県道186号毛呂停車場鎌北湖線
- 埼玉県道343号岩殿岩井線

## 文化

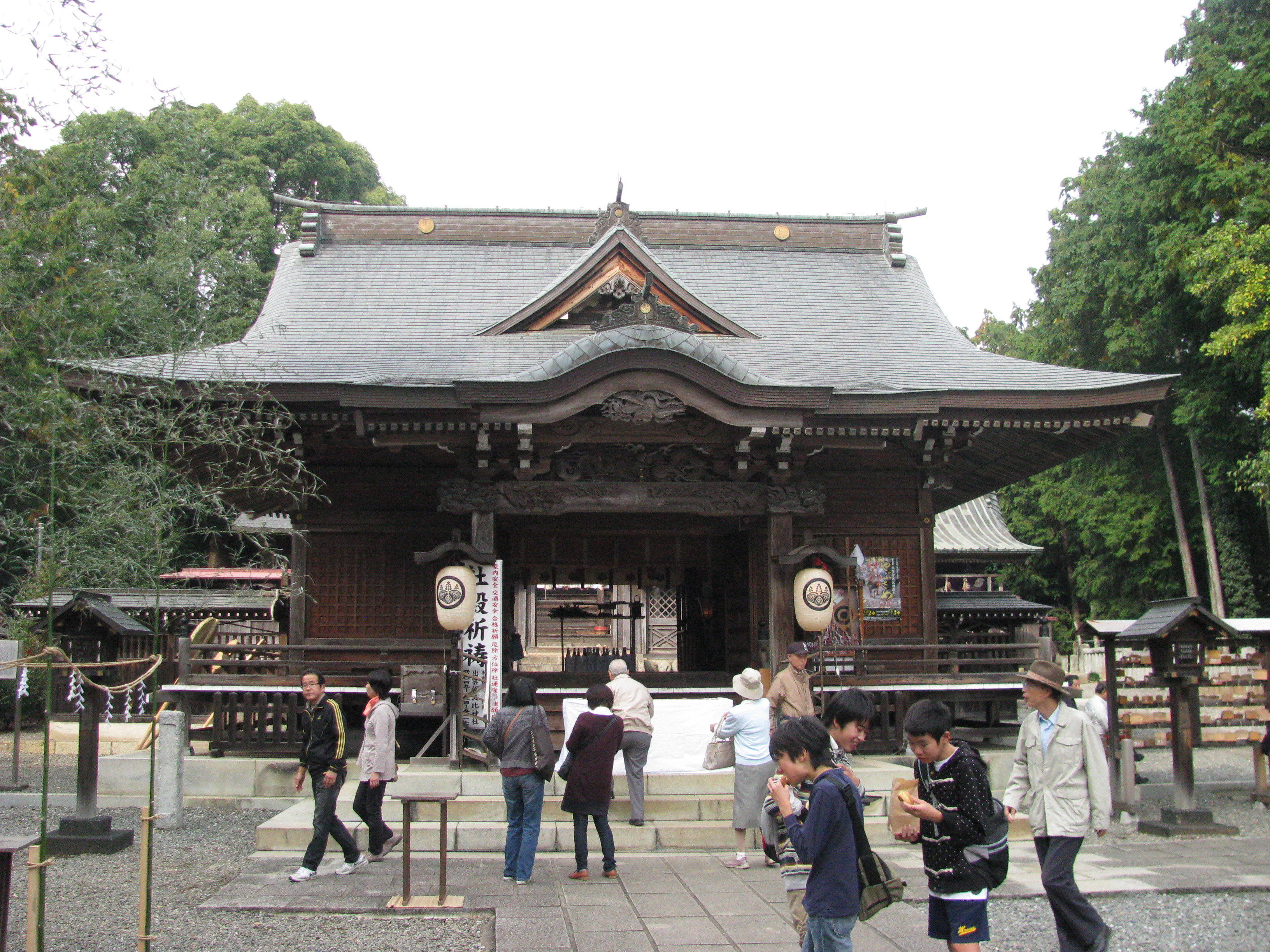
出雲伊波比神社

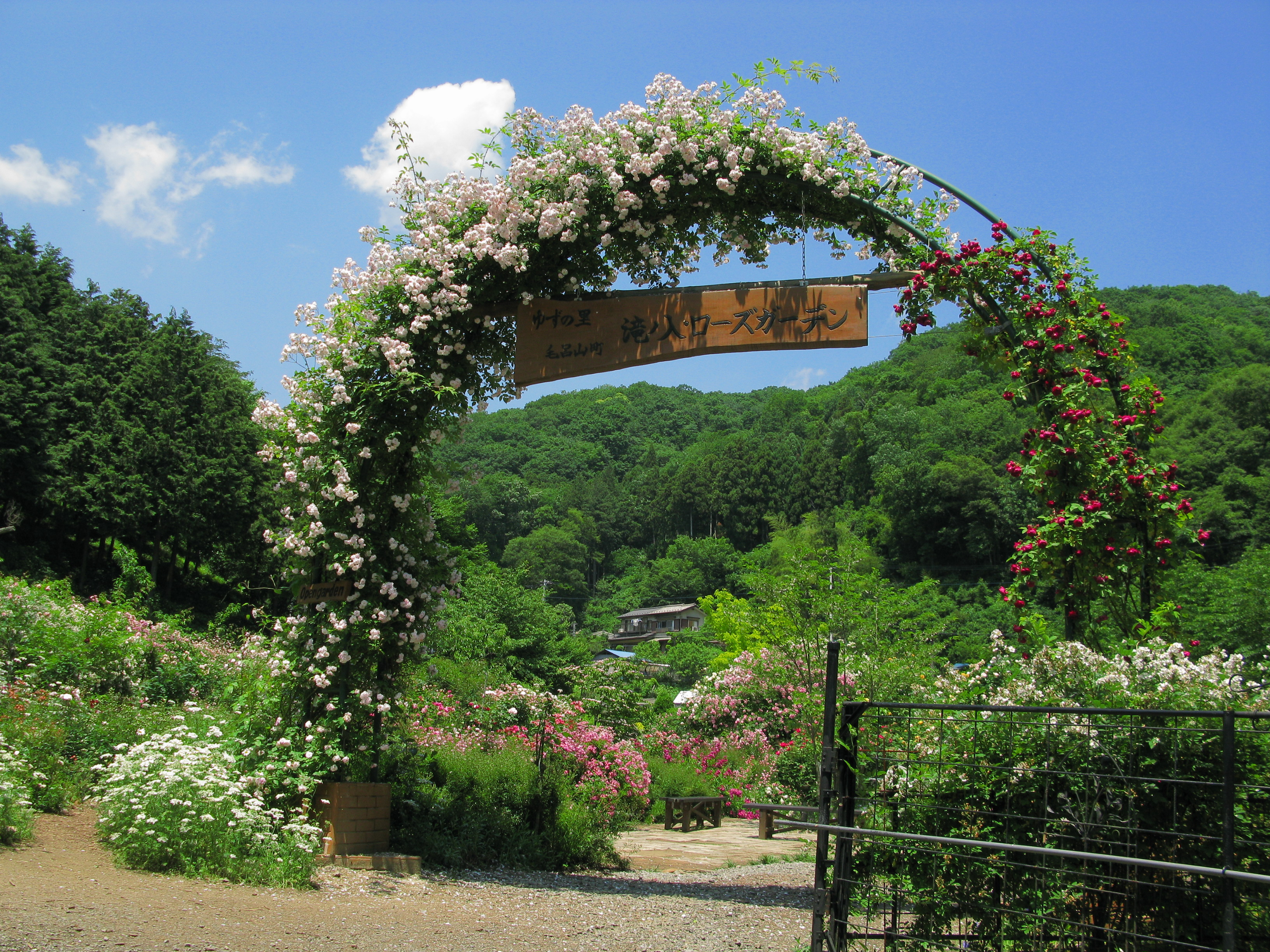
滝ノ入・ローズガーデン

### 名所・旧跡・観光スポット・祭事・催事
- 出雲伊波比神社 - 重要文化財。流鏑馬が行われることから「流鏑馬の町」としてPRを行っている[4]。
  - 春のやぶさめ
  - 秋の流鏑馬
- 鎌倉街道上道（国史跡）
- 苦林野古戦場
- 権田直助生地
- 斎藤氏館跡
- 毛呂氏館跡
- 龍谷山城跡
- 鎌北湖
- 新しき村
  - 武者小路実篤記念新しき村美術館
- 箕和田湖 - 灌漑用水として整備された湖。ヘラブナ釣りができる。
- 箕和田公園 - 箕和田湖下流にある
- 宿谷の滝
- ゆずの里オートキャンプ場
- 滝ノ入ローズガーデン
- ゆずまつり（12月中旬）
- 獅子舞
- 獅子ヶ滝
- 奥武蔵ウルトラマラソン

### 名産品
- ユズ
- 鶏卵

## 出身・ゆかりの著名人
- 丸木清美 - 医師（毛呂病院院長）、教育者（埼玉医科大学創設者）
- ダンカン - お笑いタレント、俳優、放送作家
- 奥山裕次 - 音楽家（サスケ）
- 北清水雄太 - 音楽家（サスケ）
- 瀬戸大也 - 競泳選手（リオデジャネイロオリンピック 銅メダリスト）
- 武藤祐太 - プロ野球選手（中日ドラゴンズ・横浜DeNAベイスターズ）
- 川嶋伸次 - 陸上競技・マラソン選手（シドニーオリンピックマラソン代表）
- 根岸愛 - アイドル・タレント（元PASSPO☆）
- 奥田弦 - ピアニスト、作曲家
- 桜井昌一 - 漫画家、実業家（東考社創業・経営者）
- 太嘉文 - プロレスラー
- 森さやか - ソフトボール選手（東京オリンピック金メダリスト[5]）
- 村上マコト - 漫画家『ヤンキークエスト』
- 大竹しのぶ - 俳優
- 宮原照夫 - 雑誌編集者（週刊少年マガジン第4代編集長）